# SIP Animation
SIP Animation (также известная как Saban International Paris до 2002 года) была создана в 1977 году французской анимационной студией и бывшей дочерней компанией Saban Entertainment . К закрытию в 2009 году компания выпустила более 780 получасовых серий.

## История
Saban International Paris была основана во Франции Хаимом Сабаном и Жаклин Торджман как студия звукозаписи в 1977 году. В 1989 году Saban International Paris сменила деятельность на изготовление анимационной продукции. Студией было изготовлено много анимационных сериалов для Fox Kids Europe в 1990-х и 2000-х годах. Сабан отделил компанию от Fox Family Worldwide в 2001 году и сменил название на SIP Animation 1 октября 2002 для сохранения компании от поглощения компанией The Walt Disney Company. В 2000-х SIP продолжала участвовать в производстве анимационных сериалов для Jetix Europe.
Права на большинство телепродукции студии, произведённой во времена, когда компания была частью Saban Entertainment, принадлежат дочерней компании Disney BVS Entertainment.
Телепродукция, произведённая в сотрудничестве с анимационной студией CinéGroupe, остаётся в их каталогах и распространяется через компанию-партнера HG Distribution.

## Список продукции студии

### Saban International Paris
- Adventures of the Little Mermaid (1991, в сотрудничестве с Antenne 2, Hexatel, Fuji TV и Fuji Eight Co., Ltd.)
- Семья почемучек (1995—1998, в сотрудничестве с France 3 and ARD/Degeto)
- Приключения Оливера Твиста (1996—1997)
- Принцесса Сисси (1997—1998, в сотрудничестве с CinéGroupe, France 3, RAI, Ventura Film Distributors BV и Creativité et Developpement)
- Уолтер Мелон (1998—1999, в сотрудничестве с France 2, ARD/Degeto и Scottish Television Enterprises)
- Вуншпунш (2000, в сотрудничестве с CinéGroupe, Société Radio-Canada, Ventura Film Distributors BV и TF1)
- Дьяволик (2000—2001, в сотрудничестве с M6, Ashi Productions и Mediaset Sp A.)
- Джим Баттон (2000—2001, в сотрудничестве с CinéGroupe, Westdeutscher Rundfunk, Ventura Film Distributors BV, TF1, ARD/Degeto и Thomas Haffa/EM). TV)

### Как SIP Animation
- Гаджет и Гаджетины (2002—2003, Gadget & the Gadgetinis Fox Kids Europe, DiC Entertainment, M6, Channel 5 (UK) и Mediatrade SPA)
- Что с Энди? (2003—2004, в сотрудничестве с CinéGroupe и Fox Kids Europe) (2-й сезон)
- Семейка Тофу (2004—2005, в сотрудничестве с CinéGroupe)
- Чародейки (2004—2006, совместное производство с The Walt Disney Company при сотрудничестве с Jetix Europe)
- A.T.O.M. (2005—2006, совместное производство с Jetix Europe)